# Timo Friedmann

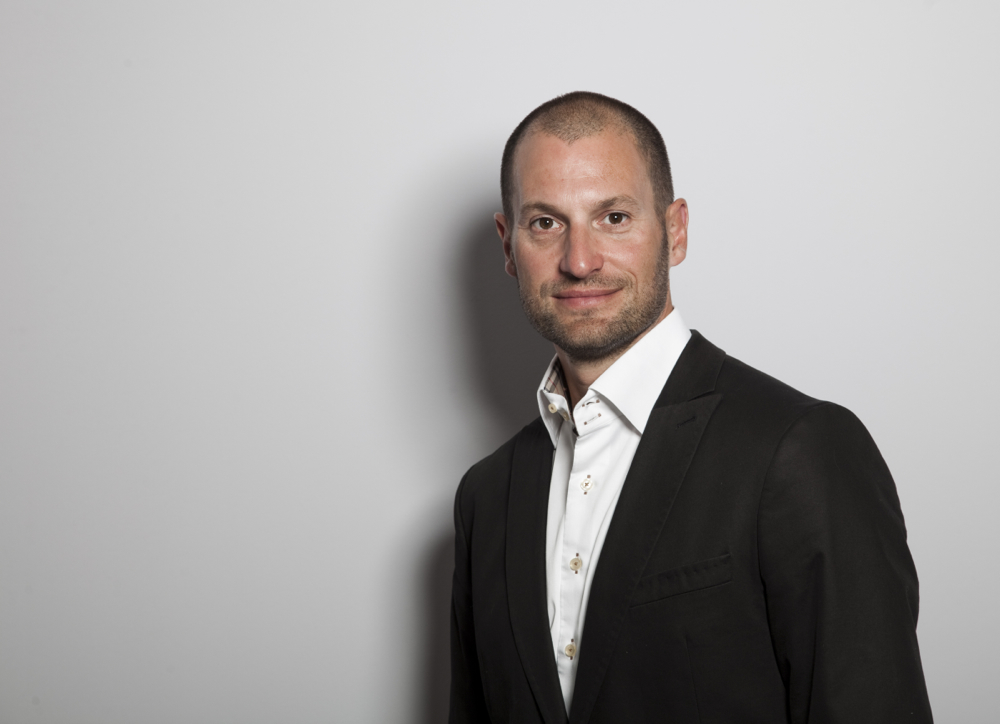
Timo Friedmann (2015)

Timo Friedmann (* 20. Dezember 1973) ist ein deutscher Journalist mit Schwerpunkt auf Themen rund um Mobilität, Autos sowie Israel. Er war elf Jahre bei Bild am Sonntag, Chefredakteur der Online-Redaktion des ehemaligen Startups Motor-Talk.de und ist einer von zwei geschäftsführenden Gesellschaftern der TeamOn GmbH.

## Leben
Timo Friedmann volontierte ab 1996 bei den Redaktionen von Auto Magazin, Fernfahrer und 4Wheel Fun in Feldkirchen-Westerham. Anschließend arbeitete er ab Mai 1998 als Redakteur bei der Fachzeitschrift „das neue automobil“ in Schwabach. Im Jahr 2001 wechselte Friedmann zur Bild am Sonntag. Er arbeitete zehn Jahre für Bild und Bild am Sonntag, zuletzt als Verantwortlicher Redakteur. Er war unter anderem mitverantwortlich für die Organisation und Durchführung der Veranstaltung „Das Goldene Lenkrad“, Europas wichtigstem Automobilpreis.
2004 initiierte er das Projekt „Bild am Sonntag Nahost Jugendgipfel“, bei dem Jugendliche aus Israel, Palästina und Jordanien im Axel-Springer-Verlag vor 500 Gästen über die Situation im Nahen Osten diskutierten. Für dieses einmalige Projekt verantwortete er als Chefredakteur die Sonderausgabe des englischsprachigen Magazins Crossing Borders.
2010 und 2011 war Timo Friedmann Mitglied in der Jury des „Goldenen Lenkrads“.
Seit 2016 ist Timo Friedmann Mitglied der Jury Car of the Year. Er engagiert sich im Verein Holocaust Denkmal Berlin, im Freundeskreis Yad Vashem, im Himalaya Projekt e. V., dem Freundeskreis Ashkelon-Pankow e. V., bei den Neuen Deutschen Medienmachern und ist Alumnus des International Journalists’ Programme (IJP).
Friedmann wechselte 2012 von Axel Springer SE zu Motor-Talk.de, einer Website in deutscher Sprache zum Thema Mobilität, die von der mobile.de GmbH mit Sitz in Kleinmachnow-Dreilinden betrieben wird. Als Chefredakteur baute er die Redaktion aus. Mit der Professionalisierung wurde die Startseite überarbeitet und neu gelauncht. Nach einer Auswertung der Arbeitsgemeinschaft Online Forschung (AGOF) hatte Motor-Talk.de im Juni 2014 4,3 Millionen Unique User. Die Informationsgemeinschaft zur Feststellung der Verbreitung von Werbeträgern (IVW) bescheinigt der Plattform für Juni 2014 etwa 16 Millionen Besuche und etwa 50 Millionen Seitenaufrufe.
Nachdem die Motor-Talk-Redaktion Ende 2018 aufgelöst worden war, übernahm Friedmann die Chefredaktion des 2019 neu aufgesetzten Magazins von mobile.de, Deutschlands größtem Auto-Kleinanzeigen-Portal.
Seit 2022 ist Friedmann einer von zwei geschäftsführenden Gesellschaftern der Content-Produktions-Agentur TeamOn GmbH in Berlin. TeamOn ist auf Text und besonders auf Videoproduktionen im Bereich Mobilität, Recruiting, Sport und Employer Branding spezialisiert. 
Friedmann arbeitete von 2023 bis 2024 als strategischer Berater für die Markenkommunikation von Volkswagen. 
Er engagiert sich im Freundeskreis Yad Vashe sowie in der Werteinitiative.

## Privates
Friedmann ist Vater einer Tochter und hat drei Schwestern. Seine Großeltern väterlicherseits, Rebekka und Philipp Friedmann sowie seine Tante Hanna Friedmann waren Opfer des Holocaust. Sie wurden in Auschwitz ermordet. 